# Aragóniai Blanka empúriesi grófné
Aragóniai Blanka (1342 körül – 1374) szicíliai királyi hercegnő, házassága révén empúriesi grófné. A Barcelonai-ház szicíliai ágának királyi főágából származott.

## Élete, származása
Édesapja II. Péter szicíliai király, édesanyja Görzi Erzsébet karintiai hercegnő, II. Ottó karintiai herceg és Piast Eufémia liegnitzi hercegnő leánya.
Blanka volt szülei legkisebb leánya. Egyik nővére, Eleonóra feleségül ment IV. Péter aragóniai királyhoz, másik nővére, Beatrix II. Rupert rajnai palotagróf és választófejedelem felesége lett. Míg harmadik nővére, Eufémia, Szicília régense volt 1355–1357 között. Valamint legidősebb leánytestvére Konstancia, aki szintén Szicília régense volt 1352–1354 között.
Blanka 1364. augusztus 3-án feleségül ment I. János empúriesi grófhoz. Házasságukból egyetlen gyermek született, Eleonóra (1374 előtt), aki fiatalon meghalt.
Miután Blanka meghalt férje újraházasodott. Választottja Aragóniai Johanna volt, aki egyébként Blanka Eleonóra nevű nővérének volt a mostohalánya.

## Ősei
| Előző Aragóniai Mária | Empúries grófnéja 1364 – 1374 | Következő Aragóniai Johanna |